# Cosmoscarta semimaculata
Cosmoscarta semimaculata är en insektsart som beskrevs av Carl Stål 1870. Cosmoscarta semimaculata ingår i släktet Cosmoscarta och familjen spottstritar.
Artens utbredningsområde är Filippinerna. Inga underarter finns listade i Catalogue of Life.